# Genevieve Tobin
Pour les articles homonymes, voir Tobin.

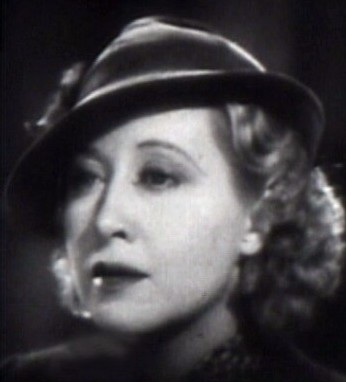
dans La Forêt pétrifiée (1936)

Genevieve Tobin est une actrice américaine, née à New York le 29 novembre 1899, morte à Pasadena (Californie) le 31 juillet 1995.

## Biographie
Son père, Thomas Tobin, né au Canada, est un employé de banque qui deviendra plus tard bookmaker d'hippodrome. Sa mère, Genevieve, est née dans la capitale des États-Unis (Washington). Elle a une sœur, Vivian, et un frère, George.
Enfant, elle apparaît dans quelques films muets, et forme un duo avec sa sœur Vivian. Leur frère, George, a également eu une brève carrière d'acteur.
En 1912, à treize ans, elle débute au théâtre de Broadway où elle jouera dans des pièces et des comédies musicales, jusqu'en 1930. Après des études à Paris et à New York, Genevieve se concentre sur une carrière théâtrale à New York. À l'avènement du parlant, elle tournera trente-sept films entre 1930 et 1940, année où elle met un terme définitif à sa carrière, à l'âge de 41 ans. Trois de ces films (dont le dernier) sont réalisés par William Keighley, qu'elle épouse en 1938 et à qui elle restera mariée jusqu’à la mort de celui-ci en 1984.
Elle a souvent joué des seconds rôles face à de grandes stars telles que Jeanette MacDonald, Nelson Eddy, Cary Grant, Barbara Stanwyck, Claudette Colbert et  Joan Blondell, mais a parfois obtenu des rôles principaux dans des films comme Golden Harvest (1933) et Retour de flamme (Easy to Love, 1934). L'une de ses performances les plus réussies est son rôle de femme au foyer qui s'ennuie dans le drame La Forêt pétrifiée (1936), avec Leslie Howard, Bette Davis et Humphrey Bogart.
Genevieve Tobin meurt en 1995, à l'âge de 95 ans.
Une étoile lui a été attribuée sur le Walk of Fame (trottoir des célébrités) de Hollywood Boulevard.

## Filmographie
- 1910 : La Case de l'oncle Tom (Uncle Tom's Cabin) de James Stuart Blackton (court-métrage)
- 1919 : The Country Cousin (en) d'Alan Crosland
- 1923 : No Mother to guide her de Charles Horan
- 1930 : Free Love de Hobart Henley
- 1930 : A Lady Surrenders de John M. Stahl
- 1931 : Dix Petits Pieds (Seed) de John M. Stahl
- 1931 : Up for Murder de Monta Bell
- 1931 : Gai Diplomate (The Gay Diplomat) de Richard Boleslawski
- 1932 : Une heure près de toi (One hour with you) de George Cukor et Ernst Lubitsch
- 1932 : Hollywood Speaks (en) d'Edward Buzzell
- 1932 : Cohen et Kelly à Hollywood (The Cohens and Kellys in Hollywood ) de John Francis Dillon
- 1933 : Golden Harvest de Ralph Murphy
- 1933 : Le Parfait Accord (Perfect Understanding) de Cyril Gardner
- 1933 : Goodbye Again de Michael Curtiz
- 1933 : Une croisière de plaisir (Pleasure Cruise) de Frank Tuttle
- 1933 : Le Démolisseur (The Wrecker) d'Albert S. Rogell
- 1933 : J'aimais une femme (I loved a Woman) d'Alfred E. Green
- 1933 : La Machine infernale (Infernal Machine) de Marcel Varnel
- 1933 : L'Heure de la vengeance (The Ninth Guest) de Roy William Neill
- 1934 : Kiss and Make-Up de Jean Negulesco
- 1934 : Easy to love de William Keighley
- 1934 : Success at Any Price de J. Walter Ruben
- 1934 : The Ninth Guest de Roy William Neill
- 1934 : Le Remplaçant (Uncertain Lady) de Karl Freund
- 1934 : Dark Hazard (en) d'Alfred E. Green
- 1934 : Avec votre permission (By Your Leave) de Lloyd Corrigan
- 1935 : The Goose and the Gander d'Alfred E. Green
- 1935 : The Case of the Lucky Legs d'Archie Mayo
- 1935 : Le Mirage de l'amour (Here's to Romance) d'Alfred E. Green
- 1935 : La Dame en rouge (The Woman in Red) de Robert Florey
- 1935 : Ruses (The Goose and the Gander) d'Alfred E. Green
- 1935 : Hôtesse de Broadway (Broadway Hostess) de Frank McDonald
- 1936 : Man in the Mirror de Maurice Elvey
- 1936 : La Forêt pétrifiée (The Petrified Forest) d'Archie Mayo
- 1936 : Avalanches (Snowed Under) de Ray Enright
- 1937 : La Voix qui accuse (The Great Gambini) de Charles Vidor
- 1937 : Boxeur malgré tout (The Duke Comes Back) d'Irving Pichel
- 1938 : Coup de théâtre (Dramatic School) de Robert B. Sinclair
- 1938 : Kate Plus Ten de Reginald Denham
- 1939 : Zaza de George Cukor
- 1939 : Le Printemps de la vie (Yes, My Darling Daughter) de William Keighley
- 1939 : Our Neighbors – The Carters de Ralph Murphy
- 1940 : Finie la comédie (No Time for Comedy) de William Keighley

## Théâtre (à Broadway)
- 1912 : Disraeli, pièce de Louis N. Parker, avec George Tobin (son frère)
- 1918 : Oh, Look !, comédie musicale, musique d'Harold Carroll, lyrics de Joseph McCarthy, livret de James Montgomery
- 1919 : Palmy Days, pièce d'Augustus Thomas
- 1920-1921 : Little Old New York, pièce de Rida Johnson Young, avec Donald Meek
- 1923 : Polly prefered, pièce de Guy Bolton
- 1923 : Le Roi Lear (King Lear), pièce de William Shakespeare
- 1924 : Dear Sir, comédie musicale, musique de Jerome Kern, lyrics d'Howard Dietz, livret d'Edgar Selwyn, avec Claire Luce
- 1924-1925 : The Youngest, pièce de Philip Barry, avec Paul Harvey, Henry Hull, Verree Teasdale
- 1926 : Treat 'em Rough, pièce de Frederic et Fanny Hatton, avec Walter Connolly, Alan Dinehart
- 1926-1927 : This Woman Business, pièce de Benn W. Levy, avec Edward Rigby
- 1927 : Murray Hill, pièce de Leslie Howard, avec Fay Holden, Leslie Howard
- 1929-1930 : Fifty Million Frenchmen, comédie musicale, musique et lyrics de Cole Porter, livret d'Herbert Fields, avec Helen Broderick, Thurston Hall